# Roberto Lopes de Miranda
Roberto Lopes de Miranda, beter bekend als Roberto Miranda of Roberto (São Gonçalo, 31 juli 1943) is een voormalig Braziliaans voetballer. 

## Biografie
Roberto Miranda begon zijn carrière bij Botafogo, waarmee hij in 1967 en 1968 het Campeonato Carioca won en in 1968 de Taça Brasil. 
Hij speelde ook voor het nationale elftal en speelde twee wedstrijden op het WK 1970.
1 Félix ·
2 Brito ·
3 Piazza ·
4 Carlos Alberto  ·
5 Clodoaldo ·
6 Marco Antônio ·
7 Jairzinho ·
8 Gérson ·
9 Tostão ·
10 Pelé ·
11 Rivellino ·
12 Stinghen ·
13 Roberto ·
14 Baldocchi ·
15 Fontana ·
16 Everaldo ·
17 Joel ·
18 Paulo Cézar Caju ·
19 Edu ·
20 Dario ·
21 Zé Maria ·
22 Leão ·
Coach: Zagallo